# Banu Sakhr
Els Banu Sakhr són una tribu àrab de Jordània formada per sis clans. La tribu es va originar al segle xviii quan van emigrar des de l'Hijaz vers 1800. Es van establir al sud de Jordània i després van emigrar al nord; una part es va instal·lar a Ajlun. Allí van arribar a cobrar els seus propis impostos. Progressivament es van integrar a les estructures de l'estat jordà.